# 3-й Херсонский корпус Украинской державы
3-й Херсонский корпус (укр. 3-й Херсонський корпус) — воинское соединение в Армии Украинской Народной Республики, сформирован 17 апреля 1918 года (после переворота 29 апреля 1918 года — в составе Армии Украинской державы), дислоцировался на территории Херсонской губернии. До 8 июля 1918 года носил наименование 3-й Одесский корпус.
Управление корпуса являлось одновременно управлением военного округа.

## Предыстория
1918 год
В марте — апреле 1918 года австро-венгерские войска оккупировали Подольскую, Херсонскую, часть Екатеринославской губернии.
17 апреля на территории Херсонской губернии началось формирование 3-го Одесского корпуса армии УНР с управлением в г. Одессе. Командиром корпуса был назначен генерал Ф. А. Колодий.
В состав 3-го корпуса вошли все части, располагавшиеся по состоянию на 15 апреля в городе Одессе: 4-я стрелковая и 5-я пехотная дивизии, курень (полк) «Свободная Украина», 4-й автопанцерный (автоброневой) дивизион, 14-я авторота и 11-й инженерный полк армии Украинской Народной Республики.
Одновременно в губернии формировались органы военного управления военного округа.

## История
29 апреля в результате переворота к власти на Украине пришёл гетман П. П. Скоропадский, провозгласивший Украинскую державу. 3-й Одесский (Херсонский) корпус стал одним из 8 корпусов армии Украинской державы, сформированных по территориальному принципу. Полки корпуса представляли собой «украинизированные» в 1917 году части Русской императорской армии и Революционной армии свободной России, в которых были сохранены прежние офицерские кадры.
Состав корпуса на 1 мая 1918 года:
- Управление корпуса с полномочиями округа
- 5-я пехотная дивизия (Одесса)
  - 13-й пехотный Тираспольский полк (Тирасполь)
  - 14-й пехотный Поморский полк (Одесса)
  - 15-й пехотный Одесский полк (Одесса)
- 6-я пехотная дивизия (Николаев)
  - 16-й пехотный Елисаветградский полк (Елисаветград)
  - 17-й пехотный Александрийский полк (Александрия)
  - 18-й пехотный Запорожский полк (Николаев)
- 3-й авиадивизион (см. Авиация Украинской державы)[6]

3-й авиадивизион корпуса находился в оперативном подчинении Инспекции авиации Одесского района.
23 мая гетман Украины и Верховный Воевода Украинской Армии и Флота Скоропадский издал Указ по Морскому ведомству «О начале формирования бригады морской пехоты в составе трёх полков для несения службы» по линии морского побережья и в военно-морских крепостях, а в военное время и для проведения десантных операций.
15 июня на территории округа началось формирование управлений частей и первых подразделений бригады морской пехоты Украинской державы. Первоначально формировались первые курени (батальоны) морской пехоты в каждом полку. Курени располагались в Одессе, Николаеве и Херсоне.
8 июля 3-й Одесский корпус получил наименование 3-й Херсонский корпус. Управление корпуса разместилось в Херсоне. Исполняющим обязанности командира корпуса был назначен генеральный значковый А. И. Березовский.
24 июля Совет министров Украинской державы принял закон о всеобщей войсковой повинности и утвердил план организации армии, подготовленный Генеральным штабом,
31 августа приказом по Морскому ведомству была определена полная дислокация частей береговой обороны Чёрного моря и побережья юго-западного района.
Тем временем в западной части украинских земель, входивших ранее в состав Австро-Венгерской империи, началась вооружённая борьба за власть. В результате распада монархии Западная Украина по решению представителей стран Антанты должна была отойти в состав Польши. Чтобы воспрепятствовать этому, 1 ноября украинские части австро-венгерской армии, находившиеся в г. Львове, подняли вооружённое восстание, ставшее началом Украинско-польской войны. По приказу гетмана Скоропадского из состава 3-го Одесского авиадивизиона были выделены все имеющиеся самолёты и под руководством сотника Бориса Губера направлены на помощь ЗУНР. Следом за ними в Западную Украину были отправлены и самолёты из состава 2-го Подольского авиадивизиона. Позже их личный состав стал основой 1-й и 2-й сотен авиации Галицкой армии.
8 ноября исполняющий обязанности командира корпуса генеральный значковый А. И. Березовский (генерал-лейтенант Русской императорской армии) был утверждён в должности командира корпуса.
14 ноября, через несколько дней после известия о поражении Центральных держав в войне, гетман Скоропадский подписал «Грамоту» — манифест, в котором он заявил, что будет отстаивать «давнее могущество и силу Всероссийской державы», и призвал к строительству Всероссийской федерации как первого шага для воссоздания великой России. Манифест означал крах всех усилий украинского национального движения по созданию самостоятельной украинской государственности. Этот документ окончательно оттолкнул от гетмана большую часть украинских федералистов, украинских военных и интеллигенции. В середине ноября на Украине развернулось антигетманское восстание под руководством Директории УНР. В течение месяца режим гетманской власти был свергнут повстанческим движением и восставшими войсками под командованием Симона Петлюры.
В армии произошёл раскол между сторонниками Скоропадского и Директории.
В ходе внутриполитического конфликта большинство старшин (офицеров) 3-го корпуса, враждебно настроенные в отношении украинского сепаратизма, приняли ориентацию русской Добровольческой армии под командованием генерала Деникина на «Единую и неделимую Россию». Над казармами 3-го Херсонского корпуса вывесили российские трёхцветные флаги. Этих офицеров возглавил командир корпуса Березовский. Среди них были почти все опытные командиры из бывших 4-й стрелковой и 15-й пехотной дивизий Императорской русской армии и Русской армии революционной России, находившиеся на службе в 5-й и 6-й пехотных дивизиях армии Украинской державы. Меньшую по численности часть офицеров, состоявшую преимущественно из молодых украинских старшин (офицеров), выпускников украинской инструкторской школы старшин, поддержавших Директорию УНР, возглавил военный медик Иван Луценко. На стороне Директории оказались вновь сформированные 1-й и 2-й Одесские пехотные полки и Слободской пехотный полк, одесские студенческие сотни, несколько местных добровольческих отрядов и др. Обе стороны оставались в Одессе, сохраняя временный нейтралитет.
Березовский провозгласил присоединение части личного состава 3-го корпуса и всего Одесского района к Добровольческой армии.
К этому времени в Чёрном море появился мощный флот стран-участниц блока Антанта, который занимал открыто враждебную позицию по отношению к Украинской державе как германскому сателлиту.
26 ноября на рейде Одесского порта появился первый английский миноносец. 29 ноября в Одессу прибыл эшелон сербских войск, а через два дня — польские легионеры. 7-10 декабря в Одесском порту высадилась французская дивизия с артиллерией (до 3 тысяч человек)..
3 декабря распоряжением Директории УНР Березовский был освобождён от должности и уволен из армии.
Предполагая, что Одесса будет окончательно занята союзными войсками Антанты и добровольцами-белогвардейцами, Иван Луценко и его начальник штаба войсковой старшина Всеволод Змиенко 7 декабря предъявили Березовскому ультиматум о немедленной передаче Одессы войскам Директории.
12 декабря в Одессу вступили передовые части армии Директории. Русские добровольческие отряды, которые пытались оборонять город, были вытеснены в порт, где стали готовиться к эвакуации в Крым. В Одессе была установлена власть Директории.
11 декабря исполняющим должность командира корпуса был назначен генерал Д. В. Филатьев, перешедший на сторону Директории.
16 декабря в Одесском порту с вновь прибывших судов высадился французский десант генерала Бориуса, который совместно с польскими легионерами помог местному белогвардейскому отряду генерала А. Н. Гришина-Алмазова выбить войска Директории из города.
18 декабря французское командование потребовало от Директории вывода её войск из Одессы. Симон Петлюра, опасаясь войны с Антантой, приказал прекратить всякие боевые действия против её войск, настоял на немедленном выводе войск из Одессы и отводе их на 40 км севернее города, где был установлен Южный фронт армии УНР под командованием генерала А. Грекова, командующего войсками Директории в Херсонской, Екатеринославской и Таврической губерниях.
Новый 3-й Херсонский корпус в составе Действующей армии УНР сохранил прежний состав (5-я и 6-я пехотные дивизии). Однако полки корпуса изменили свои наименования. В 5-ю дивизию теперь входили 1-й, 2-й Одесские и Слободской пехотные полки, а в 6-ю — 1-й Сечевой Елисаветградский, 2-й Сечевой и Николаевский пехотные полки. С уходом русских офицеров обе дивизии испытывали катастрофическую нехватку командного состава.
1919 год
Командир корпуса генерал Филатьев оставил службу в армии УНР и перешёл в русскую Добровольческую армию.
5 января командиром корпуса был назначен атаман Георгий Бонч-Осмоловский
23 января генеральный штаб УНР приказал расформировать 3-й Херсонский корпус и использовать его войска для формирования 1-й запасной бригады (в составе 2-х пехотных, артиллерийского, конного и технического полков и отдельного куреня). Но этот приказ так и не был выполнен.
После перехода 1 февраля Херсонской дивизии УНР под командованием атамана Григорьева на сторону советской власти большая часть 6-й дивизии УНР (штаб дивизии в Николаеве) оказалась на его территории и вскоре влилась в состав повстанческих отрядов Григорьева. Подразделения, сохранившие верность армии УНР, ушли на запад.
Нехватка командного состава в 5-й и 6-й пехотных дивизиях оставалась катастрофической. Например, по состоянию на 30 января в 1-м и 2-м Одесских полках было всего по 6 старшин. Ещё хуже ситуация наблюдалась в 6-й пехотной дивизии, которой командовали поручики Вербицкий и Юрченко.
Под напором наступающих войск Григорьева подразделения 6-й пехотной дивизии, сохранившие верность Директории, отступили к станции Бирзула, где вошли в состав Запорожской Сечи Действующей армии УНР под командованием атамана Божко. После этого в составе 3-го Херсонского корпуса осталась только 5-я пехотная дивизия. Командование Действующей армии УНР попыталось использовать её против советских повстанческих отрядов атаманов Хименко и Зелёного в районе Звенигородки и Черкасс, однако полки отказались выполнять этот приказ.
В марте командиром корпуса был назначен генеральный хорунжий Александр Михайлович Поджио.

## Командование
Командиры корпуса:
- Колодий Фёдор Александрович, генерал, (17 апреля — до 8 июля 1918)[2][3]
- Березовский Александр Иванович, генеральный значковый, (после 8 июля — до 11 декабря 1918)[2][3][8],[9]
- Филатьев Дмитрий Владимирович[16], генерал, исполнял должность командира корпуса, (после 11 декабря 1918 —)[2][3][14][15]
- Бонч-Осмоловский Георгий, атаман, (с 5 января 1919)[2][3]
- Поджио Александр Михайлович, генеральный хорунжий, (в марте 1919)[2][3]

Начальники штаба корпуса:
- Изергин Сергей, генеральный хорунжий[2][3]
- Змиенко Всеволод, подполковник (с 13 декабря 1918)[2][3]

## Состав
На 17 апреля 1918: 3-й Одесский корпус
- Управление корпуса с полномочиями округа.
- 4-я стрелковая дивизия[2][3][4]
- 5-я пехотная дивизия[2][3][4]
- курень «Свободная Украина»[2][3][4]
- 4-й автопанцирный дивизион[2][3][4]
- 14-я авторота[2][3][4]
- 11-й инженерный полк[2][3][4]

На 1 мая 1918:
- Управление корпуса с полномочиями округа.
- 5-я пехотная дивизия (Одесса)
  - 13-й пехотный Тираспольский полк (Тирасполь)
  - 14-й пехотный Поморский полк (Одесса)
  - 15-й пехотный Одесский полк (Одесса)
- 6-я пехотная дивизия (Николаев)
  - 16-й пехотный Елисаветградский полк (Елисаветград)
  - 17-й пехотный Александрийский полк (Александрия)
  - 18-й пехотный Запорожский полк (Николаев)

С 8 июля 1918 года 3-й Херсонский корпус
После 11 декабря 1918:
- Управление корпуса с полномочиями округа
- 5-я пехотная дивизия (Одесса)[3][14]
  - 1-й пехотный Одесский полк[3][14]
  - 2-й пехотный Одесский полк[3][14]
  - Слободской пехотный полк[3][14]
- 6-я пехотная дивизия (Николаев)[3][14]
  - 1-й пехотный Сечевой Елисаветградский полк[3][14]
  - 2-й пехотный Сечевой полк[3][14]
  - Николаевский пехотный полк[3][14]

## Корпус морской охраны
На 31 августа 1918:
- Управление Корпуса морской охраны (г. Одесса)
- Штаб бригады морской пехоты (Одесса)
- Штаб 1-го района морской охраны (Одесса)
  - Штаб 1-го полка морской пехоты (Одесса)
  - Штаб 1-го эскадрона морской кавалерии (Одесса)
  - Телеграфный Взвод морской пехоты (Одесса)
  - Телефонный взвод морской пехоты (Одесса)

(Всего в Одессе около 300 человек)
- Штаб 2-го района морской охраны (г. Николаев)
  - 2-й батальон 2-го полка морской пехоты (Николаев)
  - 2-й артиллерийский батальон (Николаев)
  - Телеграфный взвод морской пехоты (Николаев)
  - Телефонный взвод морской пехоты (Николаев)

(Всего в Николаеве около 1200 человек, 8 орудий)
- 1-й батальон 2-го полка морской пехоты (г. Очаков)
  - 1-й артиллерийский батальон (Очаков)
  - Штаб 2-го эскадрона морской кавалерии (Очаков)
  - Сапёрная полурота (Очаков)
  - Мотоциклетная команда (Очаков)

(Всего в Очакове около 800 человек, 12 орудий)
- Штаб 3-го района морской охраны (г. Херсон)
  - Штаб 3-го полка морской пехоты (Херсон)
  - Штаб 3-го эскадрона морской кавалерии (Перекоп Таврической губернии)